# Sarah Chalke
Sarah Cassandra Chalke (Ottawa, Ontario, 27 de agosto de 1976) es una actriz de cine y televisión canadiense-estadounidense. Sus papeles más famosos son los de la doctora Elliot Reid en Scrubs, Stella Zinman en Cómo conocí a vuestra madre y Becky Conner Healy en Roseanne.

## Biografía
Chalke nació en Ottawa, pero se crio en Vancouver (Columbia Británica) siendo la mediana de las tres hijas de Doug y Angie Chalke. Su madre es de Rostock, Alemania pero toda su familia se mudó a Canadá en 1952. Chalke todavía está en contacto con sus familiares alemanes. Según un comentario de Scrubs, asistía a una escuela secundaria alemana en su pueblo de origen dos veces cada semana. Habla alemán y francés con fluidez. Estuvo comprometida con su novio Jamie Afifi desde el 2006, pero nunca se casaron.

## Carrera
Su profesión como actriz empezó a la edad de 8 años, cuando empezó a actuar en un teatro musical. Cuando tenía 16 años, se puso de periodista en el programa canadiense de niños que se llamaba KidZone. En 1993, realizó el papel de Becky Conner Healy en el programa Roseanne. Más tarde regresó a Canadá para participar en la serie de televisión Nothing too good for a cowboy (1998-1999). Desde 2001 hasta 2009 hasta realizó el papel de Elliot Reid en la comedia de la NBC Scrubs. También trabajó en la serie How I Met Your Mother en el papel de Stella.

## Activismo por cáncer de mama
Su tía y abuela fallecieron de cáncer de mama por no habérsele diagnosticado en sus etapas iniciales. Por este motivo, Chalke quiso aumentar su conocimiento sobre este cáncer consiguiendo el papel protagonista en la película de Lifetime Why I wore lipstick to my masectomy.

## Filmografía

### Cine
| Año  | Título original          | Título España      | Título Hispanoamérica     | Papel         | Notas        |
| ---- | ------------------------ | ------------------ | ------------------------- | ------------- | ------------ |
| 1994 | Ernest Goes to School    |                    |                           | Maisy         |              |
| 1999 | Y2K                      | Efecto 2000: Y2K   |                           | Myra Soljev   |              |
| 1999 | All Shook Up             |                    |                           | Katy Dudston  |              |
| 2000 | Spin Cycle               |                    |                           | Tess          |              |
| 2000 | Cinderella: Single Again |                    |                           | Cinderella    | Cortometraje |
| 2001 | Kill Me Later            | Y después mátame   | Mátame después            | Linda         |              |
| 2001 | XCU: Extreme Close Up    |                    |                           | Jane Bennett  |              |
| 2005 | Alchemy                  |                    |                           | Samantha Rose |              |
| 2005 | Cake                     | Bodas por encargo  |                           | Jane          |              |
| 2007 | Chaos Theory             | ¡Vaya caos!        |                           | Paula Crowe   |              |
| 2007 | Mama's Boy               |                    | Nene de mamá              | Maya          |              |
| 2016 | Mother's Day             | El día de la madre | Enredadas... pero felices | Gabi          |              |
| 2016 | After the Reality        |                    |                           | Kate          |              |
| 2020 | The Wrong Missy          | La otra Missy      | La otra Missy             | Julia         |              |

### Televisión
| Año           | Título                                                    | Título en español               | Papel                               | Notas                                               |
| ------------- | --------------------------------------------------------- | ------------------------------- | ----------------------------------- | --------------------------------------------------- |
| 1992          | City Boy                                                  | Chico de ciudad                 | Angélica                            | Telefilme                                           |
| 1993          | Relentless: Mind of a Killer                              | Mente criminal                  | Carrie                              | Telefilme                                           |
| 1993          | Woman on the Ledge                                        | Mujeres al borde del precipicio | Elizabeth                           | Telefilme                                           |
| 1993          | Neon Rider                                                |                                 | Annie                               | Episodio: "Labour Day"                              |
| 1993          | The Odyssey                                               | La Odisea                       | Agente inmobiliaria                 | Episodio: "A Place Called Nowhere"                  |
| 1993–1997     | Roseanne                                                  | Roseanne                        | Becky Conner-Healy                  | 39 episodios                                        |
| 1994          | Beyond Obsession                                          | Más allá de la obsesión         | Laura Sawyer                        | Telefilme                                           |
| 1996          | Robin of Locksley                                         | Robin de Locksley               | Marion Fitzwater                    | Telefilme                                           |
| 1996          | Dead Ahead                                                | A un paso de la muerte          | Heather Loch                        | Telefilme                                           |
| 1996          | Stand Against Fear                                        |                                 | Krista Wilson                       | Telefilme                                           |
| 1997          | Daughters                                                 | El juego de la muerte           | Annie Morrell                       | Telefilme                                           |
| 1997          | A Child's Wish                                            |                                 | Melinda                             | Telefilme                                           |
| 1997          | Dying to Belong                                           | Juramento mortal                | Drea Davenport                      | Telefilme                                           |
| 1997          | Dead Man's Gun                                            |                                 | Murial Jakes                        | Episodio: "The Bounty Hunters"                      |
| 1998          | I've Been Waiting for You                                 | Te estaré esperando             | Sarah Zoltanne                      | Telefilme                                           |
| 1999          | First Wave                                                |                                 | Chloe Wells                         | Episodio: "The Channel"                             |
| 1999–2000     | Nothing Too Good for a Cowboy                             |                                 | Gloria Hobson                       | 26 episodios                                        |
| 2001–2010     | Scrubs'                                                   | Scrubs                          | Elliot Reid                         | 171 episodios                                       |
| 2002          | It's a Very Merry Muppet Christmas Movie                  | Los Teleñecos en Navidad        | Ella misma/Elliot Reid              | Telefilme                                           |
| 2002–2003     | Clone High                                                | Secundaria de clones            | X-Stream Erin (voz)                 | 1 episodio                                          |
| 2002–2003     | Clone High                                                | Secundaria de clones            | Marie Antoinette (voz)              | 2 episodios                                         |
| 2006          | Why I Wore Lipstick to My Mastectomy                      | Un corazón con alas             | Geralyn Lucas                       | Telefilme                                           |
| 2007          | Saturday Night Live                                       | Saturday Night Live             | Elliot Reid                         | Episodio: "Zach Braff/Maroon 5"                     |
| 2008–2014     | How I Met Your Mother                                     | Cómo conocí a vuestra madre     | Stella Zinman                       | 10 episodios                                        |
| 2011          | Mad Love                                                  |                                 | Kate Swanson                        | 13 episodios                                        |
| 2011, 2017    | American Dad!                                             | American Dad!                   | Cami, Meredith                      | 2 Episodios                                         |
| 2012          | Cougar Town                                               | Cougar Town                     | Angie LeClaire                      | 4 episodios                                         |
| 2012          | The Fresh Beat Band                                       | The Fresh Beat Band             | Glinda                              | Episodio: "The Wizard of Song"                      |
| 2013          | How to Live with Your Parents (For the Rest of Your Life) |                                 | Polly                               | 13 episodios                                        |
| 2013          | Grey's Anatomy                                            | Anatomía de Grey                | Casey Hedges                        | Episodio: "Can't Fight This Feeling"                |
| 2013–2014     | Hollywood Game Night                                      |                                 | Ella misma                          | 2 episodios                                         |
| 2013–presente | Rick and Morty                                            | Rick y Morty                    | Beth Smith (voz)                    | 22 episodios                                        |
| 2014          | Really                                                    |                                 | Lori                                | Episodio: "Pilot"                                   |
| 2015          | Backstrom                                                 | Backstrom                       | Amy Gazanian                        | 6 episodios                                         |
| 2015          | Undateable                                                | Undateable                      | Ella misma                          | Episodio: "A Rock and a Hard Place Walk Into a Bar" |
| 2016          | Angie Tribeca                                             | Angie Tribeca                   | Mrs. Parsons                        | Episodio: "The Famous Ventriloquist Did It"         |
| 2016          | Inside Amy Schumer                                        |                                 | Amy #2                              | Episodio: "Psychopath Test"                         |
| 2016-2019     | Milo Murphy's Law                                         | La ley de Milo Murphy           | Mrs. Murawski (voz)                 | 3 episodios                                         |
| 2018          | Roseanne                                                  | Roseanne                        | Andrea                              | 4 episodios                                         |
| 2018–2022     | Paradise PD                                               | Paradise PD                     | Gina Jabowski (voz)                 | 10 episodios                                        |
| 2021-2023     | Firefly lane                                              | El baile de las luciérnagas     | Kate Mularkey (personaje principal) | 21 episodios                                        |